# Bernbach (Freigericht)
Bernbach ist ein Ortsteil der Gemeinde Freigericht im Main-Kinzig-Kreis in Hessen.

## Geographie

### Lage
Bernbach liegt im Naturpark Spessart, 155 m über NHN, 6 km südwestlich von Gelnhausen, direkt an der Landesgrenze zu Bayern.

### Nachbargemarkungen
Folgende Gemarkungen grenzen an das Ortsgebiet von Bernbach:
| Niedermittlau |                                             | Lützelhausen |
|               | Kompassrose, die auf Nachbargemeinden zeigt |              |
|               | Altenmittlau                                | Horbach      |

## Geschichte

### Mittelalter
Die älteste erhaltene Erwähnung von Bernbach stammt aus einer Urkunde des Jahres 850. Eine Burganlage wird im nordöstlichen Ortsteil Lindenberg vermutet. Das Dorf gehörte zum Gericht Somborn, das wiederum Teil des Freigerichts Alzenau war. Dieses war zwar reichsunmittelbar, aber das Reich verpfändete oder vergab das Gebiet immer wieder. So wechselten die Landesherren, zu denen die Herren und späteren Grafen von Hanau, die Herren von Randenburg, die Herren von Eppstein und Kurmainz zählten.
Die Kapelle und heutige Kirche stand unter dem Patronat des Apostels Bartholomäus und war nach Somborn eingepfarrt.

### Historischer Ortsname
- Berbeche (um 850)
- Bernbach (1167)

### Frühe Neuzeit
1500 erhielten der Kurfürst-Erzbischof von Mainz und die Grafen von Hanau-Münzenberg das Freigericht und damit auch Bernbach gemeinsam. Es wurde nun als Kondominat regiert. Da im Freigericht auch zur Zeit des Kondominats die kirchliche Jurisdiktion bei den Erzbischöfen von Mainz verblieb, konnte sich die Reformation – im Gegensatz zur Grafschaft Hanau-Münzenberg – hier nicht durchsetzen. Bernbach blieb römisch-katholisch.
Von 1601 bis 1605 fand im Freigericht Alzenau eine große Hexenverfolgung statt. In deren Folge wurden auch zwei Frauen aus Bernbach auf dem Scheiterhaufen als Hexen lebendig verbrannt.
1740 wurde das Kondominat mit einem Vertrag, dem „Partifikationsrezess“, aufgelöst. Bernbach fiel dabei an die Landgrafschaft Hessen-Kassel, die 1736 die Grafen von Hanau beerbt hatte. Das Dorf wurde nun deren Amt Altenhaßlau zugeschlagen.

### Neuzeit
1803 wurde die Landgrafschaft Hessen-Kassel zum Kurfürstentum Hessen erhoben. Während der napoleonischen Zeit stand das Amt Altenhaßlau ab 1806 zunächst unter französischer Militärverwaltung, gehörte 1807–1810 zum Fürstentum Hanau und dann von 1810 bis 1813 zum Großherzogtum Frankfurt, Departement Hanau. Anschließend fiel es wieder an das Kurfürstentum Hessen zurück. Nach der Verwaltungsreform des Kurfürstentums Hessen von 1821, durch die Kurhessen in vier Provinzen und 22 Kreise eingeteilt wurde, ging das Amt Altenhaßlau im neu gebildeten Landkreis Gelnhausen auf. Mit der Annexion Kurhessens durch das Königreich Preußen nach dem verlorenen Krieg von 1866 wurde auch Bernbach preußisch.
Zum 1. Januar 1970 wurde Bernbach im Zuge der Gebietsreform in Hessen auf freiwilliger Basis mit weiteren Gemeinden zu der neuen Gemeinde Freigericht zusammengeschlossen. Gleichzeitig ging der Kreis Gelnhausen im Main-Kinzig-Kreis auf.

### Bevölkerung
Einwohnerentwicklung
1592 wurden 32 Haushaltungen und 1634 19 „steuernde Haushaltungen“ gezählt. 1812 waren es 66 Feuerstellen und 364 Seelen.
| Bernbach: Einwohnerzahlen von 1812 bis 2019 | Bernbach: Einwohnerzahlen von 1812 bis 2019 | Bernbach: Einwohnerzahlen von 1812 bis 2019 | Bernbach: Einwohnerzahlen von 1812 bis 2019 | Bernbach: Einwohnerzahlen von 1812 bis 2019 |
| --- | ------------------------------------------- | ------------------------------------------- | ------------------------------------------- | ------------------------------------------- |
| Jahr |                                             |                                             |                                             | Einwohner                                   |
| 1812 | 1812                                        |                                             | 364                                         | 364                                         |
| 1834 | 1834                                        |                                             | 461                                         | 461                                         |
| 1840 | 1840                                        |                                             | 466                                         | 466                                         |
| 1846 | 1846                                        |                                             | 488                                         | 488                                         |
| 1852 | 1852                                        |                                             | 485                                         | 485                                         |
| 1858 | 1858                                        |                                             | 441                                         | 441                                         |
| 1864 | 1864                                        |                                             | 434                                         | 434                                         |
| 1871 | 1871                                        |                                             | 393                                         | 393                                         |
| 1875 | 1875                                        |                                             | 435                                         | 435                                         |
| 1885 | 1885                                        |                                             | 428                                         | 428                                         |
| 1895 | 1895                                        |                                             | 480                                         | 480                                         |
| 1905 | 1905                                        |                                             | 563                                         | 563                                         |
| 1910 | 1910                                        |                                             | 606                                         | 606                                         |
| 1925 | 1925                                        |                                             | 715                                         | 715                                         |
| 1939 | 1939                                        |                                             | 855                                         | 855                                         |
| 1946 | 1946                                        |                                             | 1.083                                       | 1.083                                       |
| 1950 | 1950                                        |                                             | 1.159                                       | 1.159                                       |
| 1956 | 1956                                        |                                             | 1.185                                       | 1.185                                       |
| 1961 | 1961                                        |                                             | 1.223                                       | 1.223                                       |
| 1967 | 1967                                        |                                             | 1.436                                       | 1.436                                       |
| 1970 | 1970                                        |                                             | 1.484                                       | 1.484                                       |
| 1980 | 1980                                        |                                             | ?                                           | ?                                           |
| 1990 | 1990                                        |                                             | ?                                           | ?                                           |
| 2000 | 2000                                        |                                             | ?                                           | ?                                           |
| 2011 | 2011                                        |                                             | 2.025                                       | 2.025                                       |
| 2019 | 2019                                        |                                             | 1.988                                       | 1.988                                       |
| Datenquelle: Historisches Gemeindeverzeichnis für Hessen: Die Bevölkerung der Gemeinden 1834 bis 1967. Wiesbaden: Hessisches Statistisches Landesamt, 1968. Weitere Quellen: ; Gemeinde Freigericht; Zensus 2011 |                                             |                                             |                                             |                                             |

Religionszugehörigkeit
 Quelle: Historisches Ortslexikon
| • 1885: | 3 evangelische (= 0,70 %), 425 katholische (= 90,30 %) Einwohner   |
| • 1961: | 32 evangelische (= 2,62 %), 1191 katholische (= 97,38 %) Einwohner |

## Politik

### Ortsbeirat
Nach dem Zusammenschluss der selbstständigen Gemeinden zur Gemeinde Freigericht im Jahr 1970 wurden die einzelnen Gemeindevertretungen aufgelöst und durch Ortsbeiräte ersetzt. Die Ortsbeiräte in den einzelnen Ortsteilen sind in allen wichtigen Entscheidungen, die den jeweiligen Ortsteil betreffen, zu hören und haben ein Vorschlagsrecht. Die Mitglieder der Ortsbeiräte wählen aus ihrer Mitte als Vorsitzenden des Ortsbeirates einen Ortsvorsteher. Mit Ablauf der kommunalen Wahlperiode 2021 werden die Ortsbeiräte aufgelöst.
| Parteien und Wählergemeinschaften | Parteien und Wählergemeinschaften           | 2016  | 2011  | 2006  | 2001  | 1997  |
| Parteien und Wählergemeinschaften | Parteien und Wählergemeinschaften           | Sitze | Sitze | Sitze | Sitze | Sitze |
| --------------------------------- | ------------------------------------------- | ----- | ----- | ----- | ----- | ----- |
| CDU                               | Christlich Demokratische Union Deutschlands | 1     | 2     | 3     | 3     | 3     |
| SPD                               | Sozialdemokratische Partei Deutschlands     | 1     | 0     | 1     | 1     | 1     |
| UWG                               | Unabhängige Wählergemeinschaft Freigericht  | 3     | 3     | 1     | 1     | 1     |
| gesamt                            | gesamt                                      | 5     | 5     | 5     | 5     | 5     |

### Ortsvorsteher
- Alois Aul, CDU (1970–1991)
- Heribert Huth, CDU (1991–1997)
- Gerda Trageser, CDU (1997–2008)
- Wigbert Trageser, CDU (2009–2011)
- Gerhard Pfahler, UWG (2011–2021)

### Bürgermeister der Gemeinde Bernbach
- Seikel (1845–1869)
- Matthäus Weigand (1874–1890)
- Carl Joseph Kunkel (1890–1909)
- Matthäus Trageser (1909–1918)
- Jakob Weigand (1918–1933)
- Anton Kunkel (1933–1934)
- Karl Otto Aul (1934–1945)
- Siegfried Kempf (1945–1946)
- Edmund Rieth (1946–1958)
- Julius Iffland (1958–1970)

## Infrastruktur
- In Bernbach treffen sich die Landesstraße 3202 und die ehemalige Kreisstraße 983. Direkt am Ortsrand verläuft die Landesstraße 3269.
- Von 1904 bis 1963 hatte das Dorf einen Bahnhof an der Freigerichter Kleinbahn.
- Die Regenbogenschule ist die örtliche Grundschule.
- Der im Ortsteil Bernbach beheimatete SV 1919 Bernbach spielte in der Oberliga Hessen und galt als einer der besten „Dorfvereine“ Hessens.